# Sclerostomus nitidus
Sclerostomus nitidus is een keversoort uit de familie vliegende herten (Lucanidae). De wetenschappelijke naam van de soort is voor het eerst geldig gepubliceerd in 1955 door Benesh.